# Halczyn (hromada Andruszówka)
Halczyn (ukr. Гальчин) – wieś na Ukrainie, w obwodzie żytomierskim, w rejonie berdyczowskim. W 2001 liczyła 2316 mieszkańców, spośród których 2293 posługiwało się językiem ukraińskim, 18 rosyjskim, 1 mołdawskim, 1 białoruskim, 2 ormiańskim, a 1 innym.